# Wisent

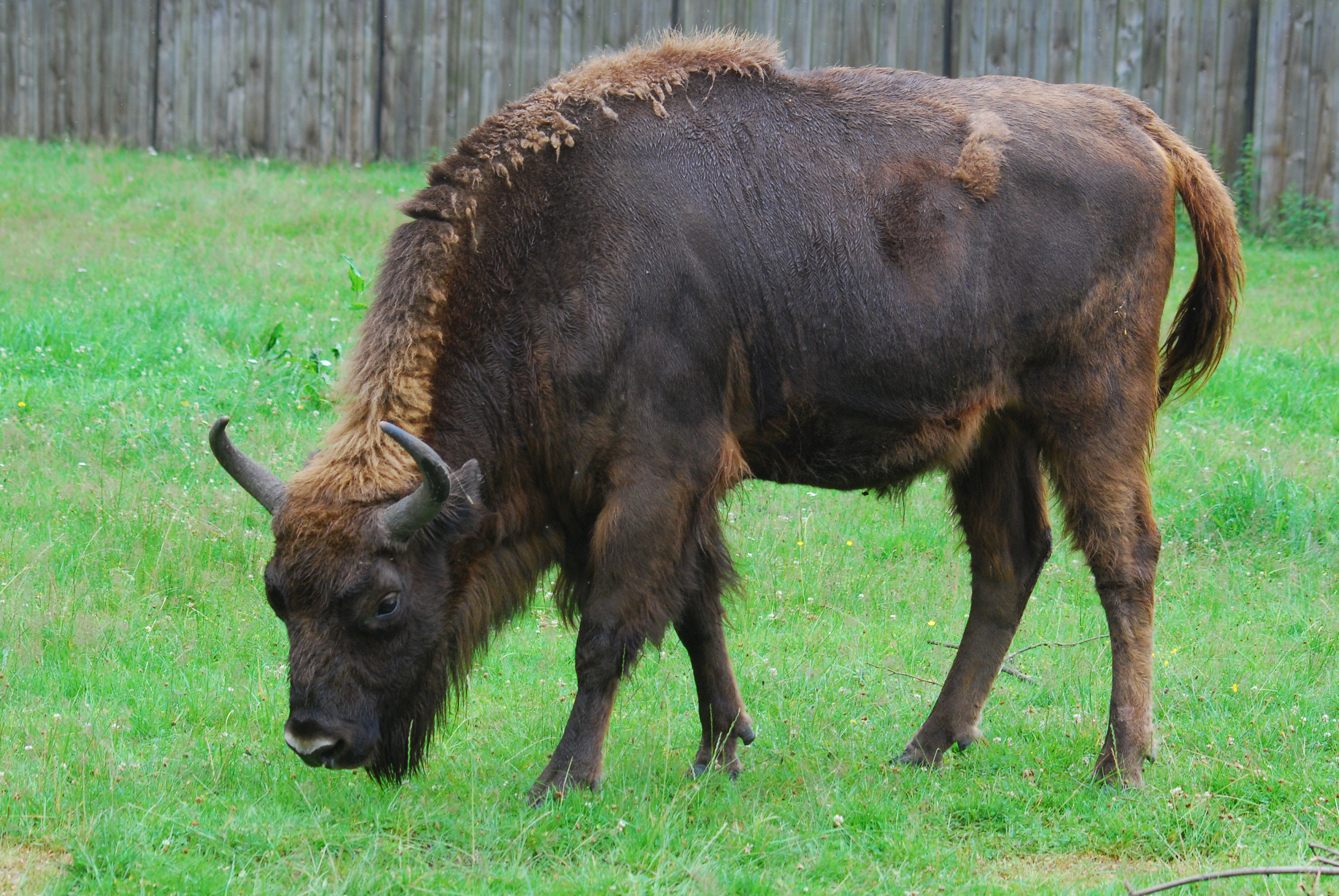
Wisent

De wisent, wesende, of Europese bizon (Bison bonasus) is een evenhoevig zoogdier uit de familie van de holhoornigen. Wisenten zijn samen met de Amerikaanse bizon (Bison bison) de twee laatst overgebleven soorten uit het geslacht Bison. De wisent wordt onderverdeeld in twee ondersoorten: de laaglandwisent (Bison bonasus bonasus) en de Kaukasische wisent (Bison bonasus caucasicus). De laatstgenoemde is uitgestorven. Aan het eind van de 15e eeuw was de wisent al zo zeldzaam geworden dat er maatregelen genomen moesten worden in de vorm van jachtrestricties. Dit vertraagde het uitstervingsproces, totdat de soort aan het begin van de 20e eeuw op de rand van uitsterven balanceerde. Dankzij fokprogramma's, opgezet in het begin van de 20e eeuw, is de wisent voor uitsterven behoed. Het blijft echter een kwetsbare soort. Vrijlevende populaties bevinden zich per mei 2014 weer in Polen, Wit-Rusland, Oekraïne, Rusland, Litouwen, Slowakije, Duitsland en Roemenië..
In Nederland en België worden sinds 1975 kleine halfvrije populaties wisenten gehouden in parken en natuurgebieden.

## Beschermingsstatus
De wisent staat op Appendix II van de Habitatrichtlijn van de Europese Unie.
Op de Rode Lijst van de IUCN stond de wisent sinds 1966 als bedreigd te boek. Onder de nieuwe criteria van de IUCN, die sinds 2001 van kracht is, staat de soort echter als kwetsbaar geclassificeerd. Daarnaast staat de wisent op de nationale rode lijsten van Rusland, Wit-Rusland en Oekraïne, landen die buiten de Europese Unie vallen, en staat de soort op Annex III van de Conventie van Bern.

## Kenmerken

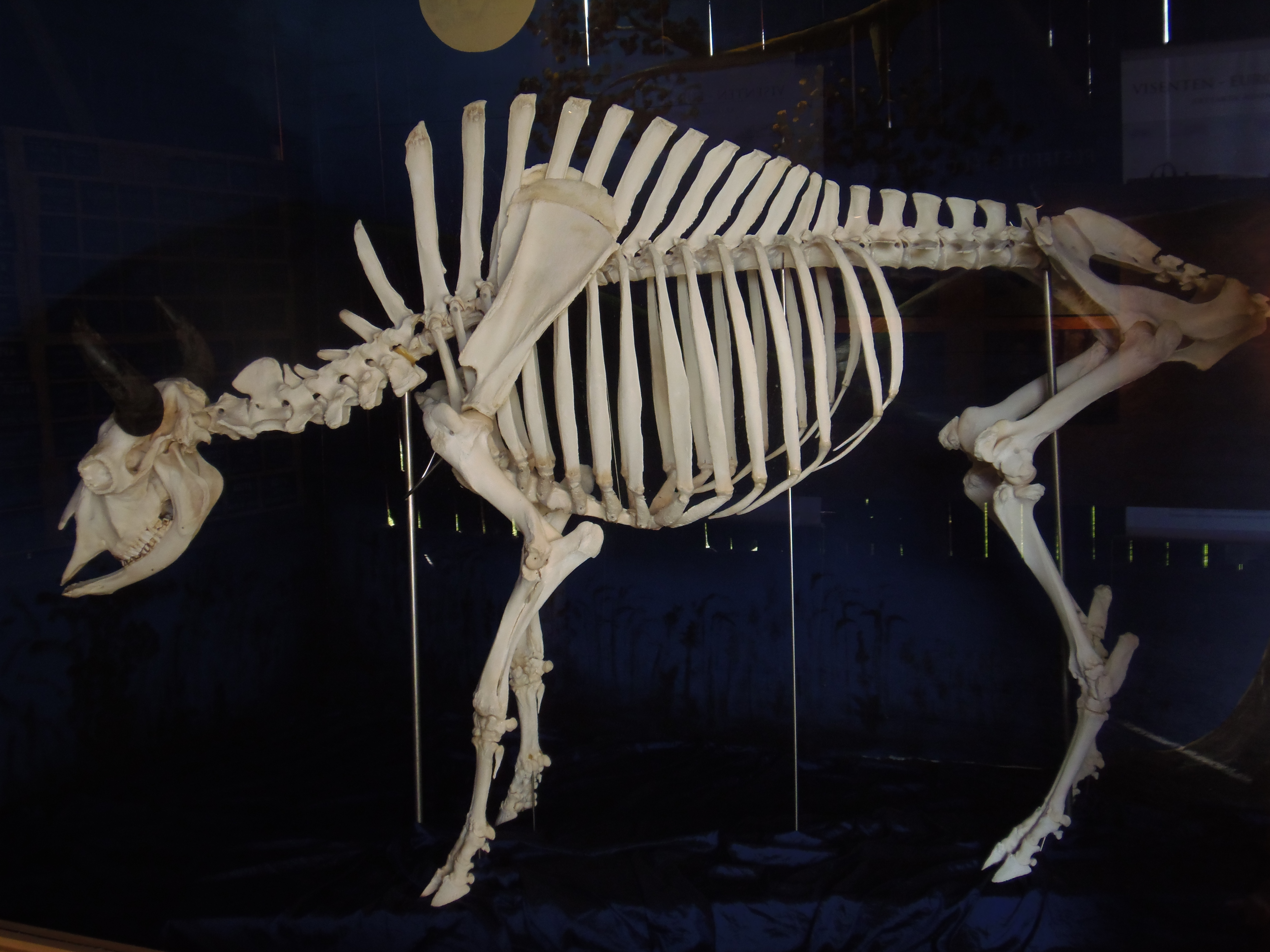
Skelet

De wisent is een van de grootste zoogdieren die in Europa voorkomt. De wisentstier kan een kop-romplengte van 300 cm bereiken en de koe een kop-romplengte van 270 cm. Mannetjes van zes jaar en ouder kunnen een schouderhoogte van maximaal 188 cm bereiken. Een vrouwtje bereikt een maximale schouderhoogte van 167 cm. Kalveren zijn klein en licht en wegen bij de geboorte 15–35 kg. Het gewicht van vrijlevende wisenten ligt tussen de 436 en 840 kg bij mannetjes en tussen de 340 en 540 kg bij de vrouwtjes. Bij de soort is daarom duidelijk sprake van seksuele dimorfie, wat inhoudt dat de mannetjes en vrouwtjes qua uiterlijk verschillen. Het is een stevig dier met een korte, brede kop en een hoge rug. De romp is relatief kort en is bedekt met ruwe, donkere manen, waardoor het lijkt alsof dit gedeelte van het lichaam het zwaarst is. Vooral bij de stier is dit het geval. De achterkant van het lichaam is slechts met korte haren bedekt. De vacht is roodbruin van kleur, maar variatie in kleurnuances zijn mogelijk. De rui begint aan het eind van de winter of begin van de lente (meestal begin maart). Bij mannetjes duurt de rui gemiddeld 138 dagen en bij het vrouwtje 183 dagen. Beide geslachten dragen hoorns. Kleine stompjes zijn al te zien bij de kalveren.

### Voedsel
De wisent is een herkauwer die in bosrijke omgevingen voorkomt. Ze eten vegetatie van de bosbodem, van struiken en bladeren, scheuten en zelfs schors van bomen. Wisenten in het Oerbos van Białowieża vertoonden in het voorjaar en zomer een voorkeur voor kruiden. Vanaf augustus schakelen ze over op scheuten van loofbomen. De bomen die het meest worden ontschorst zijn de zomereik (Quercus robur), haagbeuk (Carpinus betulus), es (Fraxinus excelsior) en fijnspar (Picea abies). Eikels behoren tot het favoriete voedsel van de wisent, maar deze zijn alleen in overvloed aanwezig in mastjaren (om de 6-7 jaar in Białowieża). In het Bieszczady-gebergte blijven ze op grote hoogte in mastjaren van de beuk (Fagus sylvatica), waarin ze beukennootjes eten. Volwassen wisenten eten zo'n 60 kg voedsel per dag. Wisenten zijn een van de weinige soorten grazers die ook Amerikaanse vogelkers eten. Andere grazers mijden deze invasieve exoot als voedsel vanwege de bitterzure smaak.

### Gedrag

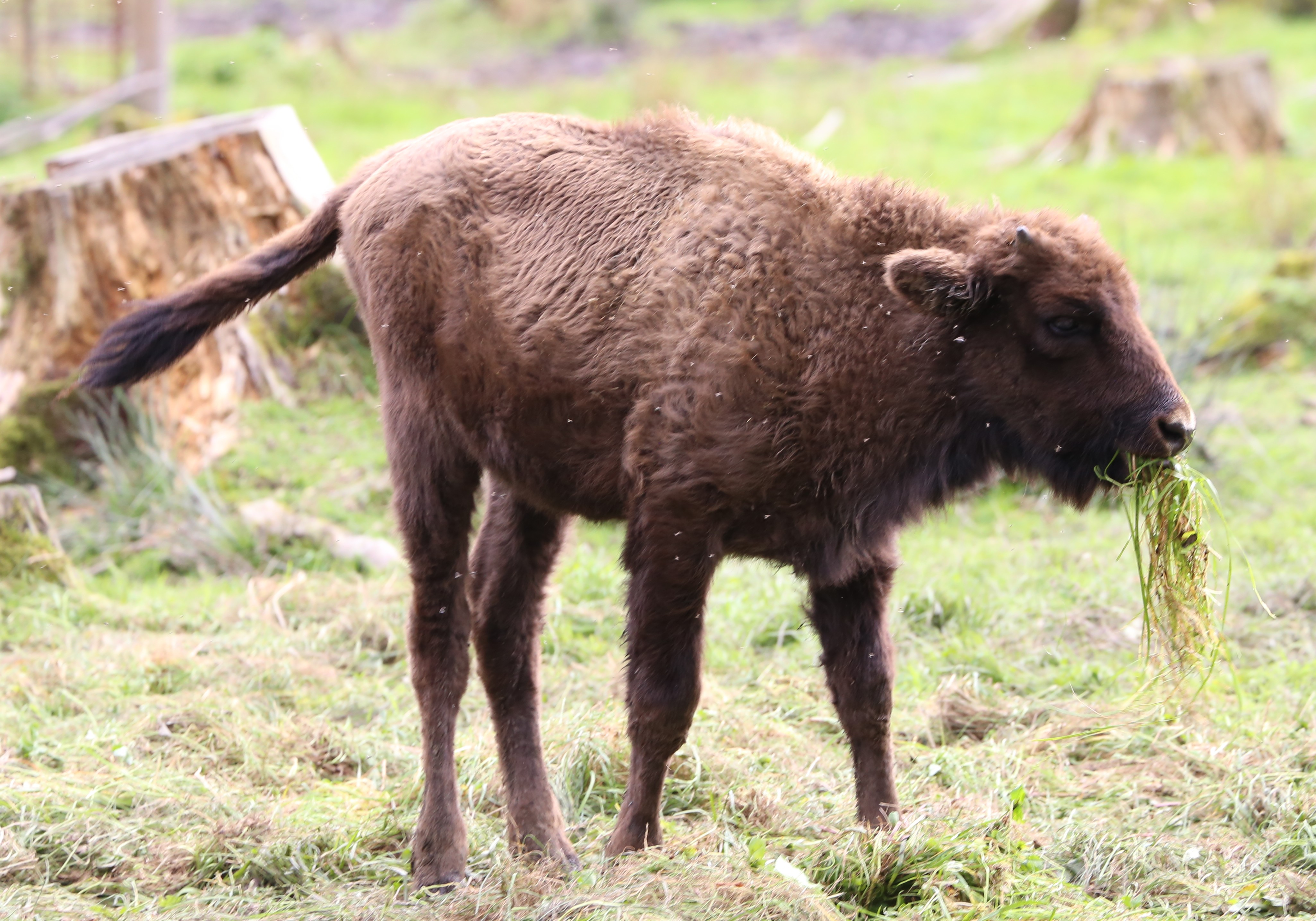
Wisentkalf

Volwassen stieren, ouder dan zes jaar, leven solitair of in koppels. Jonge stieren, tussen vier en zes jaar, vormen vrijgezellengroepjes van tussen de twee en acht exemplaren. De volwassen vrouwtjes, twee tot drie jaar oude mannetjes en vrouwtjes en kalveren vormen gemengde groepen variërend van enkele tot tientallen individuen. In bossen zijn de kuddes meestal niet groter dan twintig individuen. Grotere groepen (30-50) worden zelden waargenomen. Vooral in het bronstseizoen bevinden zich ook volwassen stieren in de gemengde groepen. De bronsttijd valt in augustus en september.
Wisenten hebben een gemiddelde draagtijd van 264 dagen. Een koe verlaat de kudde als ze gaat werpen. De meeste kalveren worden geworpen in mei, juni of juli. Na de bevalling kan het kalf na 20 à 45 minuten op eigen benen staan en begint in het eerste uur van zijn leven met zogen. De moeder likt het kalf gelijk na de geboorte schoon. Een wisent krijgt één kalf per worp. Enkele dagen na de geboorte voegen ze zich bij de kudde.

### Sporen

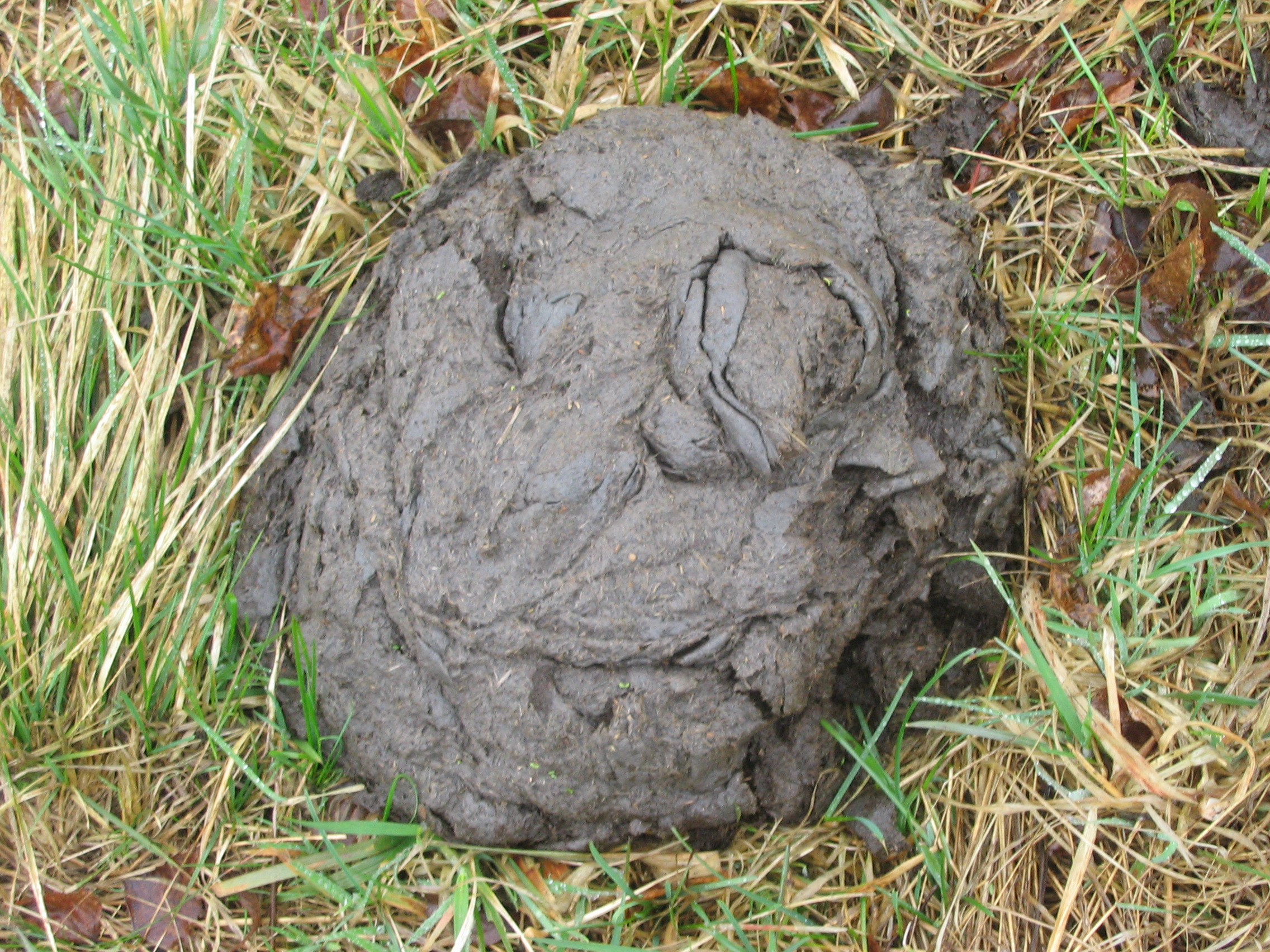
Uitwerpselen van een wisent, zoals het er in de lente en zomer vaak uitziet.

Hoefsporen van de wisent zijn doorgaans groot en diep in het zand of sneeuw gedrukt, vanwege het gewicht van de dieren. De hoefsporen van het mannetje zijn ovaal, terwijl die van het vrouwtje kleiner, smaller en spitser. Een hoefafdruk van een stier kan 18 cm lang zijn en 14 cm breed. Ze zijn duidelijk korter en breder dan hoefafdrukken van de eland.
De uitwerpselen van een wisent zijn variabel qua vorm en is afhankelijk van het dieet. In de lente en zomer is het vrij dun, omdat ze dan vooral kruidachtige planten eten. 's Winters en in de herfst, wanneer ze vaak hooi of scheuten en schors van bomen eten, zijn de uitwerpselen compacter.
Wisenten schuren soms tegen afbuigende boomstammen of stobben aan. Dit doen ze vooral in de lente wanneer het ruiseizoen begint. Ze laten daar dan ook plukken haar achter.
's Zomers worden plekken uitgekozen om te rusten met een minimale hoeveelheid insecten. Bij zulke rustplekken is de kruidlaag vertrapt en halen ze de  bodem omver met hun hoeven. Ook nemen wisenten graag stofbaden. Ze gebruiken hier het liefst een grond met een zandige bodem voor. Zulke plekken kunnen jaren achtereen gebruikt worden.

### Leefgebied

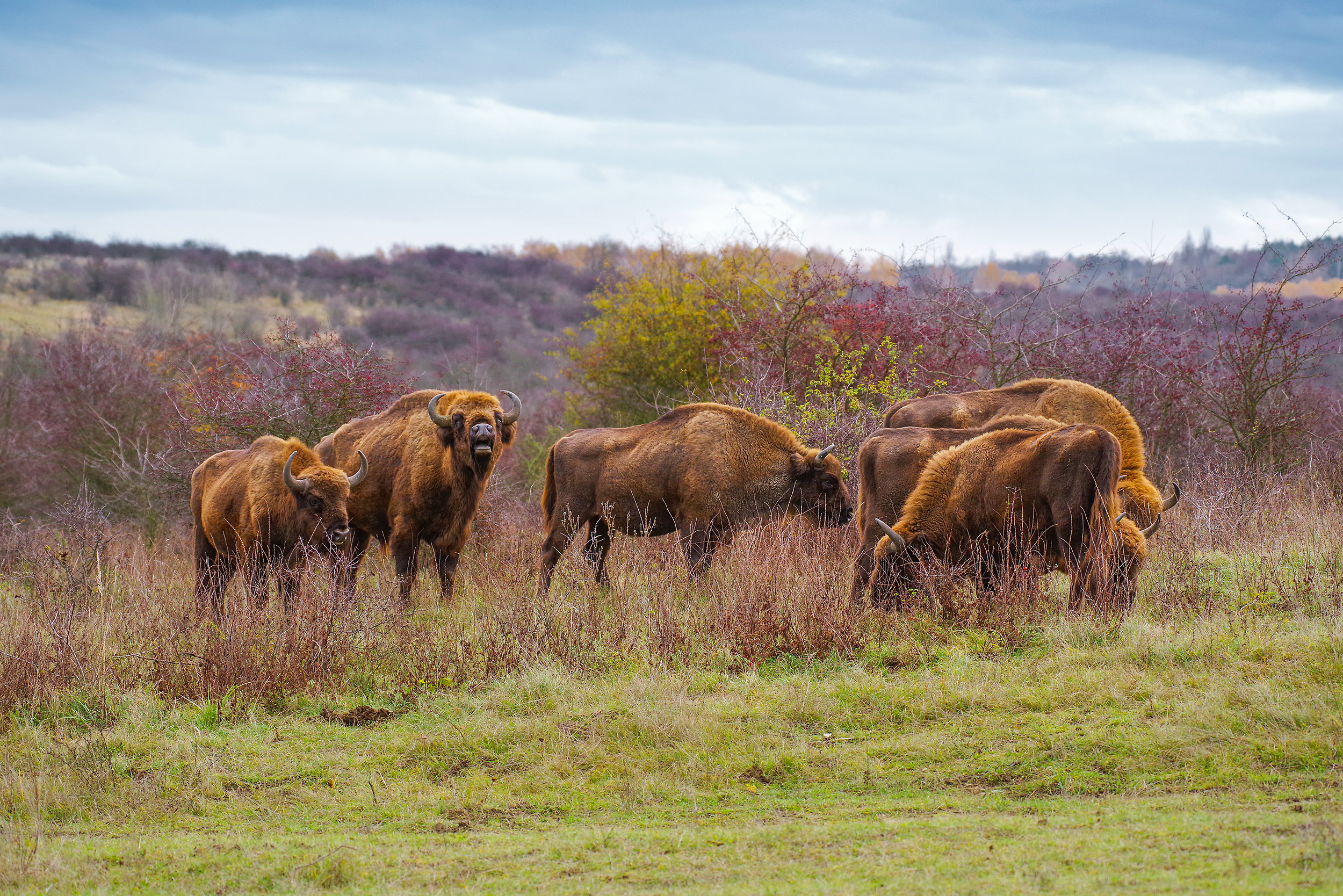
Kudde wisenten

De wisent werd lange tijd koning van het bos genoemd, maar uit onderzoek blijkt dat hij vooral gebruik maakt van het open duin, grasland en struweel.
Dat het dier die naam droeg, kwam hoogstwaarschijnlijk doordat de laatste wilde wisentpopulaties het bos in waren gevlucht door ‘fragmentatie van hun leefgebied,
jacht en politieke conflicten (Wereldoorlog I en II).

## Ecologische rol
Wisenten, samen met andere grote grazers, spelen een belangrijke rol in het ecosysteem omdat ze het natuurlijke successieproces vertragen. Ze creëren een mozaïek van bosbestanden van verschillende leeftijdsgroepen en geven andere herbivoren de kans om deze anders ondoordringbare plekken ook te bereiken. De wisent neemt als zodanig een ecologische niche in naast andere grote herbivoren. Daarvan zijn in grote delen van Europa alleen edelherten (Cervus elaphus) en reeën (Capreolus capreolus) nog in groten getale aanwezig. De eland (Alces alces) komt bijna alleen in Noord- en Oost-Europa voor en de tarpan (Equus ferus) en het oeros (Bos primigenius) zijn uitgestorven. Elanden en reeën zijn snoepers die hun voedsel zeer selectief uitzoeken en alleen de beste bladeren en knoppen eten. De uitgestorven tarpan en oeros waren grazers die vooral in de open gebieden aangetroffen werden. Het edelhert neemt een tussenpositie in en is zowel een grazer als snoeper, terwijl wisenten balanceren tussen deze tussenpositie en de grazers.

## Oorspronkelijke verspreiding
In historische tijden besloeg het verspreidingsgebied van de wisent grote delen van West-, Centraal- en Oost-Europa, alsmede het zuiden van Zweden en de Kaukasus. In de elfde eeuw was de soort nog aanwezig in de bossen van Centraal- en Oost-Europa. De aantallen verminderden naarmate het verspreidingsgebied kromp doordat steeds meer land in cultuur werd gebracht. De afname was zo sterk dat de soort aan het begin van de negentiende eeuw vrijwel was uitgestorven.

#### Oerbos van Białowieża

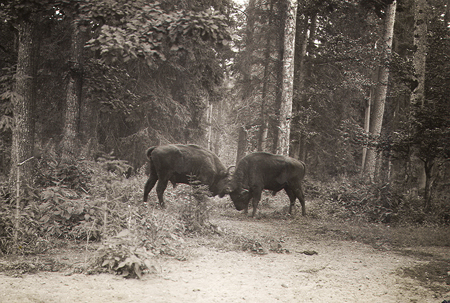
Wisenten in het Oerbos van Białowieża in 1955, ongeveer drie jaar na de herintroductie in dat gebied.

Het Oerbos van Białowieża (Belavezjskaja Poesjtsja) was een vrij goed beschermd jachtgebied van zowel de koningen van het Pools-Litouwse Gemenebest (1538-1795) als de tsaren van Rusland. Koning Sigismund I de Oude was de eerste die de wisent bij wet liet beschermen in Białowieża. Voor bijna alle Poolse koningen was het gebied een geliefd jachtdomein. Vanaf 1795 brak er echter chaos uit en werd het gebied niet meer beschermd. Dit viel samen met de derde Poolse Deling tussen Pruisen, het Tsaardom Rusland en het Habsburgse Rijk. Het Oerbos van Białowieża lag na de opdeling in het Russische Tsaardom. Catharina II van Rusland en Paul I van Rusland, gaven het bos aan wie het dan ook wilde cultiveren. Deze ongeplande activiteiten werden gestopt door Alexander I van Rusland in 1802. Op het stropen van wisenten stond sindsdien een boete van 2.000 roebel. Daaropvolgend namen de aantallen weer toe. Vanaf 1888 werd het Oerbos van Białowieża uit handen genomen van de staat en werd het een privaat jachtdomein waarin ander jachtwild werd uitgezet en vee kon grazen. Dit werd de wisent bijna fataal, omdat er voor de dieren daarom een ernstig voedseltekort was ontstaan. De Eerste Wereldoorlog, een periode van chaos en wetteloosheid, bracht de genadeslag voor wisenten in het gebied. In 1919 werden de laatste sporen van wisenten gevonden en werd een gestroopt exemplaar aangetroffen. Het Oerbos van Białowieża was de plek waar de laatste in het wild levende laaglandwisenten (Bison bonasus bonasus) voorkwamen. De huidige laaglandwisenten stammen af van slechts zeven individuen. Dankzij fokprogramma's kon de soort behouden worden en herintroductie van de soort in het Oerbos van Białowieża vond plaats in 1952.

#### Kaukasus

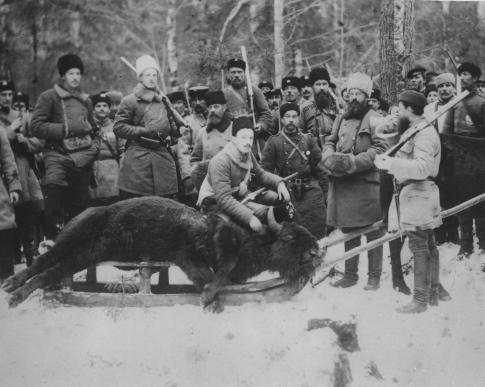
Alexander Michajlovitsj van Rusland en Sergej Michajlovitsj van Rusland na de jacht op een Kaukasische wisent.

De Kaukasische wisent (Bison bonasus caucasicus) stierf uit in 1927 in het bergmassief van de Noordelijke Kaukasus. De individuen die tegenwoordig in de Kaukasus zijn geherintroduceerd hebben genen van slechts één oorspronkelijke afstammeling, een stier genaamd Kaukasus. Deze laatste stier werd in 1908 naar het Duitse Keizerrijk getransporteerd om met wisenten van de laaglandondersoort te kruisen. Deze bloedlijn wordt daarom de Laagland-Kaukasuslijn genoemd en stamt af van in totaal twaalf verschillende individuen. De Kaukasische wisent als zodanig is dus uitgestorven.

## Taxonomie

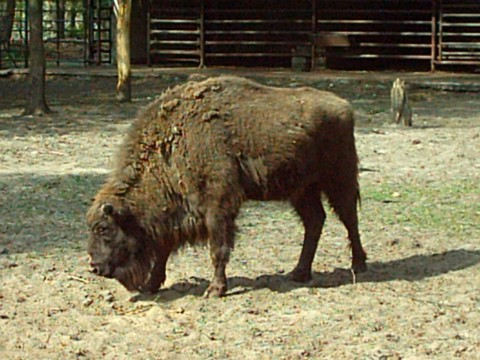
Een wisent van de laagland-Kaukasuslijn in de dierentuin van Poznań. Dierentuinen speelden een sleutelrol bij het behoud van de soort.

De wetenschappelijke naam van de soort werd als Bos bonasus in 1758 gepubliceerd door Carl Linnaeus. In 1827 plaatste Charles Hamilton Smith de wisent in het ondergeslacht Bison van het geslacht Bos. Het ondergeslacht kreeg later bij diverse auteurs de status van geslacht. Met de komst van de moleculaire methoden bij het onderzoek naar de fylogenie kwamen problemen aan het licht met de plaatsing van de gaur en de jak: wanneer die in het geslacht Bos worden geplaatst, moeten ook de bizon en de wisent daarin worden geplaatst. Sommige auteurs kiezen ervoor om de gaur en de jak dan in nieuwe geslachten te plaatsen, andere auteurs kiezen inderdaad voor één groot geslacht Bos.
Er is veel genetisch onderzoek gedaan naar het verwantschap tussen de wisent en Amerikaanse bizon. Taxonomisch gezien wordt de naam Bison bonasus betwist, omdat de wisent en Amerikaanse bizon (Bison bison) levensvatbare, vruchtbare nakomelingen op de wereld kunnen zetten. Door sommige taxonomen wordt de wisent dan ook opgevat als een ondersoort van de Amerikaanse bizon. Als de beide taxa als aparte soorten worden opgevat, gebeurt dat meestal op basis van morfologische verschillen en de disjuncte verspreidingsgebieden. Onderzoek aan cytochroom b door Prusak, Grzybowski & Zięba (2004), waarbij een specifiek onderdeel van het mitochondriaal DNA werd onderzocht, gaf eveneens aanleiding om de twee als aparte soorten te beschouwen.
De IUCN onderscheidt twee genetische lijnen binnen de wisent:
- De laaglandlijn: met pure genen van Bison bonasus bonasus (laaglandwisent).[1]
- De laagland-Kaukasuslijn: met genen van Bison bonasus bonasus (laaglandwisent) en Bison bonasus caucasisus (Kaukasische wisent). Volbloed Kaukasische wisenten bestaan sinds het begin van de 20e eeuw niet meer.[1]

Een derde bloedlijn, de hooglandlijn, waarbij nakomelingen van de laaglandlijn en laagland-Kaukasuslijn werden gekruist met drie Amerikaanse bizons leeft daarnaast ook in de Kaukasus. De drie Amerikaanse bizons werden met opzet gebruikt om een bloedlijn te creëren die bestand was tegen de condities in berglandschappen. Later werd de hooglandlijn gekruist met individuen uit de laagland-Kaukasuslijn. Het huidige genenpercentage van Amerikaanse bizons in de hooglandlijn werd daardoor terug gebracht tot enkele procenten. Deze hooglandlijn wordt door een geografische barrière gescheiden gehouden van de vrijlevende laagland-Kaukasuslijn. Gebaseerd op morfologische verschillen werd in 2000 voorgesteld om deze tot aparte ondersoort van de wisent te verheffen (Bison bonasus montanus).

## Huidige verspreiding

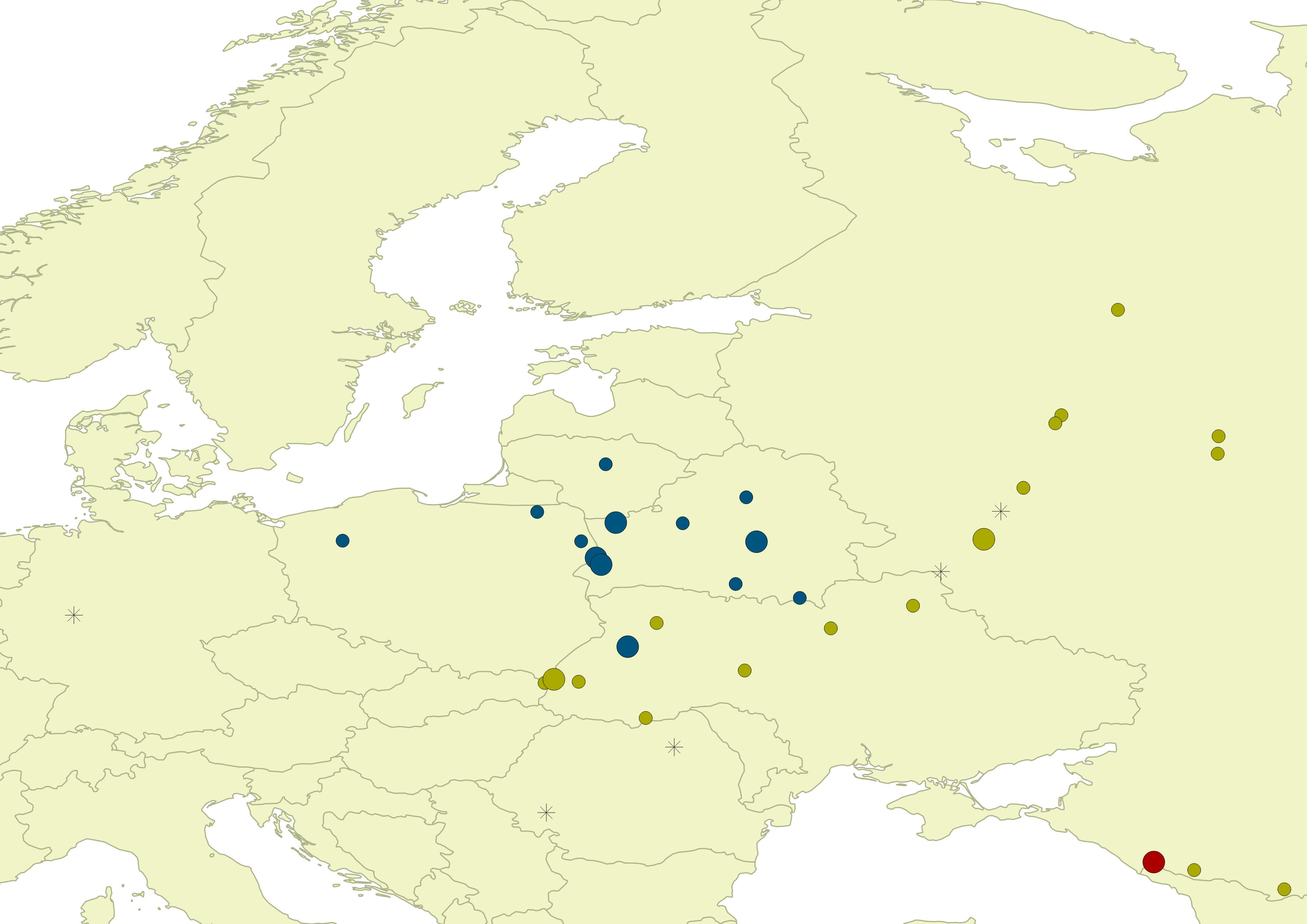
Verspreiding van de wisent in 2010:
Laaglandlijn.
Laagland-Kaukasuslijn.
Hooglandlijn.
Grote cirkels zijn populaties die als veilig worden beschouwd (N > 100). Kleine cirkels zijn populaties met <100 individuen. Sterren zijn populaties die geherintroduceerd werden na 2010.

Tegenwoordig komt de wisent op minder dan 1% van zijn historische leefgebied voor. Per 31 december 2014 wordt het aantal in het wild levende wisenten op 3.545 individuen geschat. Daarnaast leven er nog 402 dieren in een semi-vrije situatie en 1.610 wisenten in gevangenschap. In 2013, toen het aantal vrijlevende wisenten op 2.371 werd geschat, lag de kernverspreiding van de soort in Polen (36%), Wit-Rusland (34%) en Rusland (17%) (excl. hooglandlijn). Lagere aantallen werden gevonden in Oekraïne (9%), Litouwen (2%), Slowakije (< 1%), Duitsland (< 1%) en Roemenië (< 1%).
Populaties van 100 individuen of hoger worden als "demografisch gezien veilig" beschouwd. Twee populaties in Polen, drie populaties in Wit-Rusland, een populatie in Rusland en een populatie Oekraïne voldoen hier aan. Een duurzame populatie bestaat uit ten minste duizend wisenten. Dit is nergens het geval.

### Herintroductie in Polen
Sinds 1952 zijn er wisenten van de laaglandlijn uitgezet in het Poolse deel van het Oerbos van Białowieża. Het was de eerste plek ter wereld waar na het uitsterven van de soort in het wild in 1919, wisenten opnieuw in vrijheid konden leven. Nadien zijn er in het Bieszczady-gebergte wisenten van de laagland-Kaukasuslijn uitgezet en volgden er herintroducties van laaglandwisenten in drie andere gebieden in Polen.
| Plaats                              | Vlakbij            | Genetische lijn   | Jaar van herintroductie | Aantal | Jaar van schatting |
| ----------------------------------- | ------------------ | ----------------- | ----------------------- | ------ | ------------------ |
| Oerbos van Białowieża               | Białowieża         | Laagland          | 1952                    | 451    | 2010               |
| Nationaal Park Bieszczady           | Ustrzyki Górne     | Laagland-Kaukasus | 1963                    | 303    | 2010               |
| Puszcza Borecka                     | Czerwony Dwór      | Laagland          | 1971                    | 86     | 2010               |
| Puszcza Knyszyńska                  | Czarna Białostocka | Laagland          | 1973                    | 84     | 2010               |
| Natura 2000-gebied Mirosławiec e.o. | Mirosławiec        | Laagland          | 1980                    | 67     | 2010               |

Bronvermelding bovenstaande tabel:

### Herintroductie in Wit-Rusland
De eerste herintroductie van de wisent in Wit-Rusland, kwam een jaar nadat de wisent in Polen werd geherintroduceerd. Dit gebeurde in 1953 in de Belavezjskaja Poesjtsja; de Wit-Russische zijde van het Oerbos van Białowieża. In 1974 en 1990 volgden het Biosfeerreservaat Berezinski en het Nationaal Park Pripjat. Doordat de groei van de populatie in de jaren 80 en 90 stagneerde en dreigde achteruit te gaan, werd in 1994 een nationaal programma opgezet om de wisent te beschermen en verder te verspreiden.
| Plaats                                   | Vlakbij     | Genetische lijn | Jaar van herintroductie | Aantal | Jaar van schatting |
| ---------------------------------------- | ----------- | --------------- | ----------------------- | ------ | ------------------ |
| Belavezjskaja Poesjtsja                  | Kamenjoeki  | Laagland        | 1953                    | 403    | 2010               |
| Biosfeerreservaat Berezinski             | Borisov     | Laagland        | 1974                    | 35     | 2010               |
| Nationaal Park Pripjat                   | Toeraw      | Laagland        | 1990                    | 94     | 2010               |
| Nalibokiwoud                             | Naliboki    | Laagland        | 1994                    | 80     | 2012               |
| Radio-ecologisch reservaat Polesski      | Mozyr       | Laagland        | 1996                    | 93     | 2012               |
| Bosgebied in de omgeving van Asipovitsjy | Asipovitsjy | Laagland        | 1997                    | 204    | 2012               |
| Hrodzenskaja Poesjtsja                   | Astryna     | Laagland        | 1998                    | 185    | 2012               |

Bronvermelding bovenstaande tabel:

### Herintroductie in Rusland

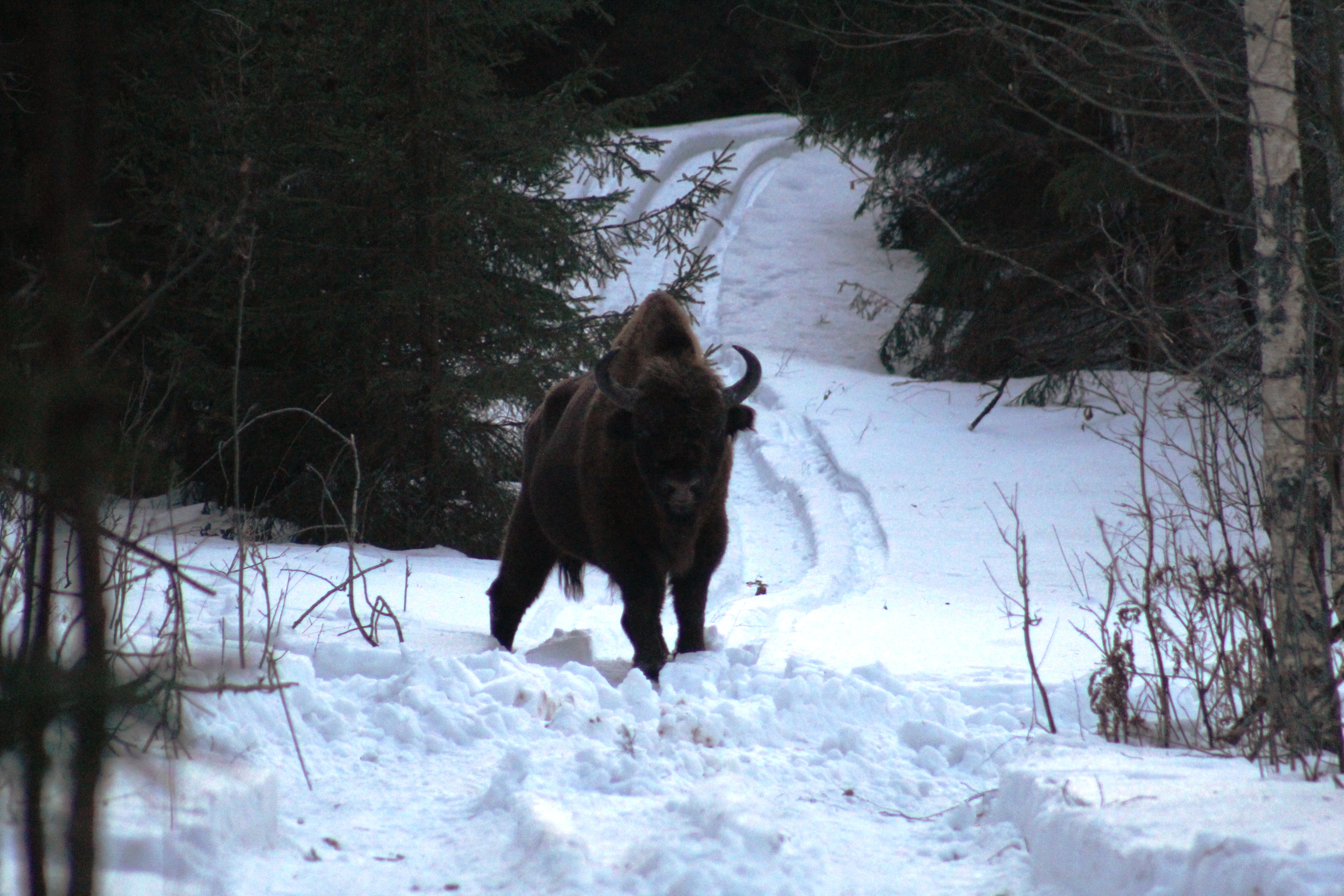
Een wisentstier in de zakaznik Kljazminsko-Loechski.

In 1964 werden veertien wisenten van de laagland-Kaukasuslijn uitgezet in het Noord-Ossetisch Natuurreservaat. De populatie nam gestaag toe tot circa 270 individuen in 1991. Sinds het ontbinden van de Sovjet-Unie nam het aantal wisenten echter dramatisch af, veelal door stroperij. In 2009 werd hun aantal op net boven de 50 geschat, dankzij een aanvulling van tien individuen uit het fokcentrum in het Biosfeerreservaat Prioksko-Terrasny. Het WNF kondigde in 2011 aan naar mogelijkheden te zoeken om het tij te keren. Er volgde nog een aanvulling van tien individuen in 2012.
In het Biosfeerreservaat Teberdinski, gelegen in Karatsjaj-Tsjerkessië, werd in 1968 een groep van 28 wisenten geherintroduceerd. Deze populatie, eveneens gesitueerd in de Kaukasus, is ernstig in aantal afgenomen nadat de Sovjet-Unie werd ontbonden. In 2013 was hun aantal op twintig exemplaren geschat, voorafgegaan door een aanvulling van acht individuen in 2012. Overige wisentpopulaties in de Kaukasus die voorkwamen in Tsjetsjenië, Ingoesjetië en Kabardië-Balkarië, zijn in de jaren 90 na het woeden van gewapende conflicten opnieuw uitgestorven.
In Centraal-Rusland is de wisent, met enkele uitzonderingen, tussen 2010 en 2015 in aantal gestegen. Ook in de Kaukasus gaan de resterende populaties in aantal vooruit.
| Plaats                             | Vlakbij          | Genetische lijn   | Jaar van herintroductie | Aantal | Jaar van schatting |
| ---------------------------------- | ---------------- | ----------------- | ----------------------- | ------ | ------------------ |
| Westelijke Kaukasus                | Krasnaja Poljana | Hoogland          | 1954                    | 850    | 2015               |
| Zapovednik Noord-Ossetië           | Vladikavkaz      | Laagland-Kaukasus | 1964                    | 66     | 2015               |
| Biosfeerreservaat Teberdinski      | Teberda          | Laagland-Kaukasus | 1968                    | 32     | 2015               |
| Wildreservaat Sknjatinskoje        | Sknjatino        | Laagland-Kaukasus | 1986                    | 22     | 2015               |
| Wildreservaat Oest-Koebenskoje     | Nikolski Torzjok | Laagland-Kaukasus | 1992                    | 54     | 2015               |
| Nationaal Park Orlovskoje Polesje* | Orjol            | Laagland-Kaukasus | 1996                    | 350    | 2015               |
| Zakaznik Kljazminsko-Loechski      | Vjazniki         | Laagland-Kaukasus | 2004                    | 22     | 2015               |
| Zakaznik Moeromski                 | Moerom           | Laagland-Kaukasus | 2004                    | 36     | 2015               |
| Wildreservaat Petrovskoje          | Kaloega          | Laagland-Kaukasus | 2007                    | 17     | 2015               |
| Zapovednik Brjanski Les            | Soezemka         | Laagland-Kaukasus | 2011                    | 23     | 2015               |
| Nationaal Park Oegra               | Kozelsk          | Laagland-Kaukasus | 2014                    | 5      | 2015               |
| Wildreservaat Taldomskoje          | Doebna           | Laagland-Kaukasus | ?                       | 3      | 2015               |

Bronvermelding bovenstaande tabel:
(* incl. Zakaznik Karatsjevski en Zapovednik Kaloezjskië Zaseki)

### Herintroductie in Oekraïne
De wisent neemt sinds de ontbinding van de Sovjet-Unie gestaag in aantal af. In 1992 werd het aantal wisenten in Oekraïne geschat op 685 individuen. Dit is in 2010 afgenomen tot 242 individuen. Dit komt vooral doordat het toegestaan was tussen 1992 en 2007 om op wisenten te jagen. Doordat de afname van de wisent in deze periode zo sterk was, werd 2009 uitgeroepen tot het Jaar van de Wisent in Oekraïne om aandacht te vragen voor de soort en zijn benarde situatie.
| Plaats                                           | Vlakbij         | Genetische lijn   | Jaar van herintroductie | Aantal | Jaar van schatting |
| ------------------------------------------------ | --------------- | ----------------- | ----------------------- | ------ | ------------------ |
| Nationaal Park Tsoemanska Poesjtsja              | Loetsk          | Laagland-Kaukasus | 1965                    | 21     | 2010               |
| Karpatengebergte binnen de Oblast Tsjernivtsi    | Krasnoïlsk      | Laagland-Kaukasus | 1970                    | 46     | 2010               |
| Nationaal Park Skolivski Beskydy                 | Skole           | Laagland-Kaukasus | 1974                    | 7      | 2010               |
| Bosgebied in de omgeving van Oeladivka en Ivaniv | Vinnytsja       | Laagland-Kaukasus | 1979                    | 83     | 2010               |
| Bosgebied in de omgeving van Lopatyn             | Kamjanka-Boezka | Laagland          | 1980                    | 119    | 2010               |
| Regionaal Park Sejmsky                           | Konotop         | Laagland-Kaukasus | 1985                    | 41     | 2010               |
| Nationaal Park Zalissja                          | Kiev            | Laagland-Kaukasus | 1985                    | 20     | 2010               |

Bronvermelding bovenstaande tabel:

### Herintroductie in Litouwen

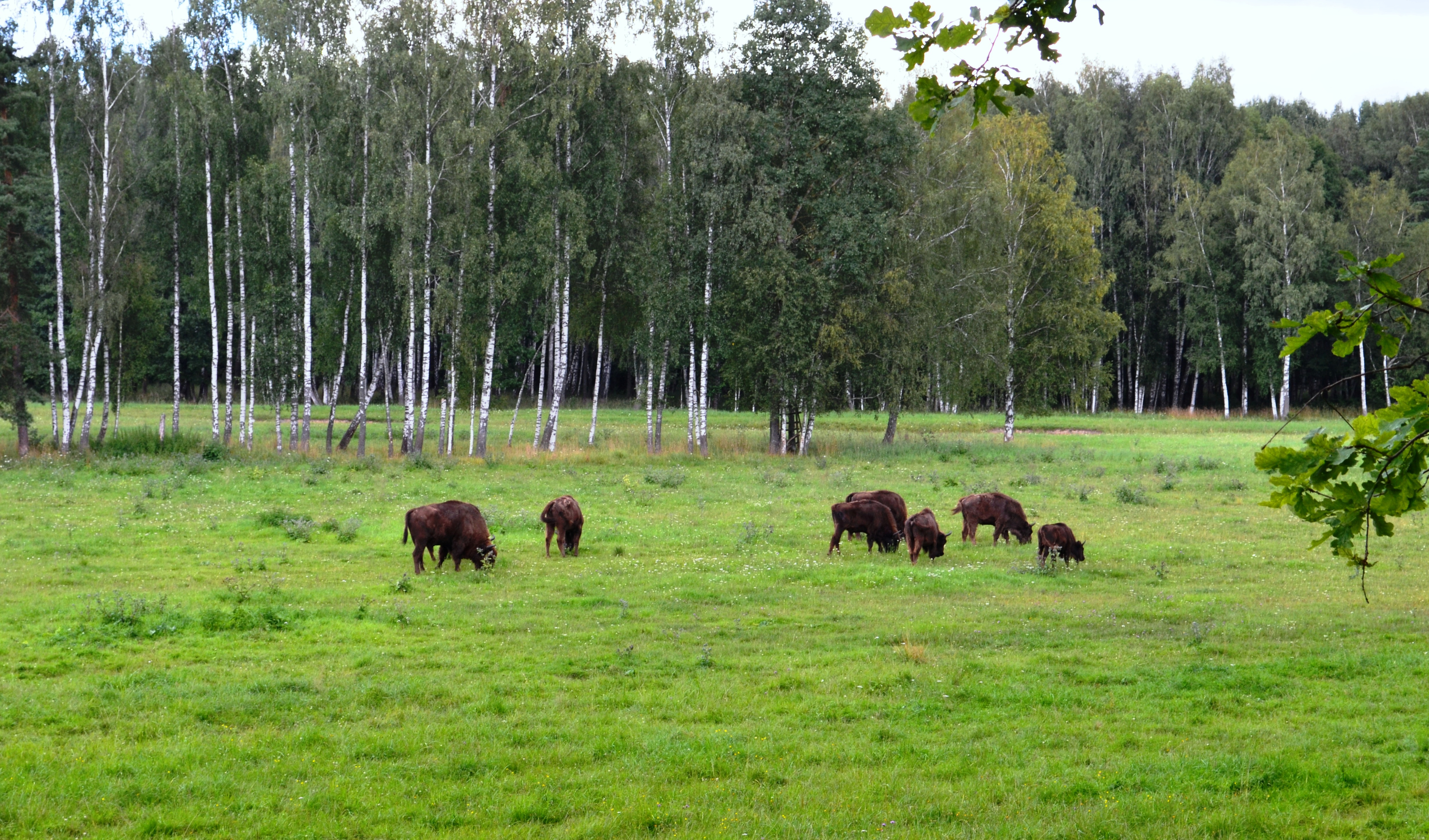
Wisenten in Regionaal Park Krekenavos.

Tussen 1969 en 1972 werden tien wisenten van de laaglandlijn naar Regionaal Park Krekenavos in het district Panevėžys overgebracht. Ze kwamen uit het fokcentrum in het biosfeerreservaat Prioksko-Terrasny in de Sovjet-Unie. Na een periode van acclimatisering werden de eerste vijf wisenten in 1973 vrijgelaten. In de daaropvolgende jaren werden er meer wisenten bij de vrijlevende kudde gevoegd. De populatie neemt langzaam toe.
| Plaats                                          | Vlakbij   | Genetische lijn | Jaar van herintroductie | Aantal | Jaar van schatting |
| ----------------------------------------------- | --------- | --------------- | ----------------------- | ------ | ------------------ |
| Regionaal Park Krekenavos (Pašilių stumbrynas). | Panevėžys | Laagland        | 1973                    | 61     | 2010               |

Bronvermelding bovenstaande tabel:

### Herintroductie in Slowakije
In 2004 werden er vijf wisenten uitgezet in het Poloniny Nationaal Park, dicht bij het naburige Bieszczady-gebergte in Polen waar ook wisenten leven. Tussen deze twee groepen vindt ook uitwisseling plaats en vormen dus een grensoverschrijdende populatie.
| Plaats                  | Vlakbij | Genetische lijn   | Jaar van herintroductie | Aantal | Jaar van schatting |
| ----------------------- | ------- | ----------------- | ----------------------- | ------ | ------------------ |
| Nationaal Park Poloniny | Snina   | Laagland-Kaukasus | 2004                    | 17     | 2013               |

Bronvermelding bovenstaande tabel:

### Herintroductie in Roemenië
In Roemenië werd de wisent voor het laatst waargenomen in 1852. In 2012, 160 jaar later, werd de soort voor het eerst geherintroduceerd in het Vânători-Neamţ Natuurpark. Het ging om drie stieren en twee koeien. In 2013 en 2014 werden opnieuw wisenten vrijgelaten.
In mei 2014 werden zeventien wisenten uitgezet in de Țarcu-gebergte in Roemenië, nabij het plaatsje Armeniș. Het is de grootste transport- en herintroductie-operatie van het dier binnen Europa tot dan toe. Het project wordt gecoördineerd door Rewilding Europe en de Roemeense afdeling van het WNF. Ze hebben als doel dat het gebied tegen het jaar 2025 een populatie van 500 dieren zal herbergen. Het project is anders dan andere herintroductieprojecten. Zo zullen er jaarlijks op verschillende locaties in het Țarcu-gebergte, substantiële aantallen wisenten uit worden gezet. Ze worden niet bijgevoerd en zullen daarom volledig in het gebied moeten integreren.
| Plaats                    | Vlakbij     | Genetische lijn   | Jaar van herintroductie | Aantal | Jaar van schatting |
| ------------------------- | ----------- | ----------------- | ----------------------- | ------ | ------------------ |
| Vânători-Neamţ Natuurpark | Târgu Neamț | Laagland-Kaukasus | 2012                    | 17     | 2014               |
| Țarcu-gebergte            | Armeniș     | Laagland-Kaukasus | 2014                    | 28     | 2015               |

Bronvermelding bovenstaande tabel:

### Herintroductie in Duitsland
In april 2013 werden er acht wisenten vrijgelaten in het Rothaargebergte in Duitsland. Het ging om een stier, vijf koeien en twee kalveren. Het is weer voor het eerst na een zeer lange afwezigheid dat wisenten in vrijheid leven in West-Europa.
| Plaats          | Vlakbij       | Genetische lijn   | Jaar van herintroductie | Aantal | Jaar van schatting |
| --------------- | ------------- | ----------------- | ----------------------- | ------ | ------------------ |
| Rothaargebergte | Bad Berleburg | Laagland-Kaukasus | 2013                    | 17     | 2015               |

Bronvermelding bovenstaande tabel:

### Wisenten in Bulgarije
In oktober 2013 werden vijf wisenten getransporteerd naar een reservaat in het Bulgaarse Rodopegebergte. Het is een eerste stap naar herintroductie voor de soort in het land. Ze zullen eerst acclimatiseren aan het gebied eer ze vrijgelaten worden. In juni 2015 werd bekendgemaakt dat een eerste kalf is geboren.

### Wisenten in Denemarken
Het is meer dan 1000 jaar geleden dat er wisenten in Denemarken leefden. In 2012 zijn zeven dieren losgelaten in een omheind 200 hectare groot deel van het bosgebied Almindingen op het eiland Bornholm. Ze waren gevangen in het oosten van Polen. De dominante stier moest in 2016 afgemaakt worden. Hij had toen voor elf nakomelingen gezorgd. Doordat vier dieren inmiddels de dood vonden bestond de kudde in 2018 uit vijftien individuen.
In maart 2021 zijn negen wisenten uit Nederland uitgezet in het 4000 ha grote natuurgebied Lille Vildmose, bij Nørre Kongerslev.

### Wisenten in Nederland
Artis speelde een belangrijke rol bij het behoud van de wisent en was een van de dierentuinen die mee deed aan het fokprogramma van de soort. De laatste wisent in Artis is in 2015 overleden.

#### Lelystad
In Natuurpark Lelystad arriveerden in mei 1975 de eerste wisenten vanuit Białowieża in Polen. Lelystad werd een van de fokstations van waaruit in de loop der jaren diverse herintroductieprojecten in Nederland en Europa van wisenten zijn voorzien. De dieren leven in een gebied van bijna 45ha, in goede harmonie samen met een groep Przewalskipaarden. De huidige kudde is rond de 28 dieren en bestaat uit een fokstier, 10 koeien en de aanwas van de laatste 2 jaar. Alle dieren staan ingeschreven in het Europese Wisenten Stamboek en behoren tot de genetische Laagland lijn (Bison bonasus bonasus). In het gebied hebben de dieren zowel grasland als ook struiken en bos tot hun beschikking, waardoor de dieren zelfvoorzienend kunnen leven en ook niet bijgevoerd hoeven te worden.

#### Zuid-Kennemerland
In Zuid-Kennemerland leven wisenten sinds begin 2007 in een halfvrije situatie. Het gaat om een gebied van 300 hectare op het Kraansvlak, in de duinen van het Nationaal Park Zuid-Kennemerland. Het ging in eerste instantie om drie dieren, twee koeien en een stier, afkomstig uit Oost-Polen. Later zijn hier nog eens drie dieren aan toegevoegd. Deze groep is na vijf jaar uitgegroeid tot ongeveer vijftien dieren. In 2013 werden er nog eens drie dieren uit Frankrijk aan toegevoegd. De totale populatie bedroeg 24 dieren, waarvan het merendeel in het park geboren is. De begrazingsproef was bedoeld om ervaring op te doen en onderzoek te kunnen verrichten. Natuurbeschermers en wetenschappers wilden weten of wisenten hier, net zoals vele honderden jaren geleden, als wilde dieren in een sociale groep zouden kunnen leven, maar dan in een beperkt gebied. Van belang daarbij was dat dit gebeurde zonder dat er bijvoedering plaatsvond om te bezien of het terrein voldoende voedsel bevatte voor de dieren. De invloed van de wisenten op de vegetatie was een belangrijk doel van onderzoek.
In 2012 werd geconcludeerd dat de proef een succes is; de wisenten zijn gezond en zijn een effectief middel tegen het dichtgroeien van het gebied met struikgewas en bomen. Hun invloed op de terreingesteldheid onderscheidt zich duidelijk van beheer met andere grote grazers, zoals de ook in het Kraansvlak aanwezige paarden. Om meer onderzoek te kunnen doen is de proef met vijf jaar verlengd en zullen ook andersoortige runderen aan de populatie grazers worden toegevoegd. Het begrazingsgebied is met 50 hectare uitgebreid in de richting van fiets- en wandelpaden. Gebleken is dat een afzetting van 1,20 meter hoog voldoende is om de dieren in het gebied te houden. In 2012 is een gemarkeerde wandelroute uitgezet door het gebied. Interacties met het publiek verlopen zonder problemen als men zich aan de regels houdt. Het pad is alleen opengesteld gedurende de herfst- en wintermaanden. Het is overigens ook mogelijk de dieren te observeren vanaf een uitzichtpunt in het duin.

#### Veluwe
Op een ca. 400 hectare groot met elektrisch schrikdraad omgeven terrein van Staatsbosbeheer, bij Kootwijk op de Veluwe leeft sinds 2016 een groep wisenten. Het project van Staatsbosbeheer, ARK Natuurontwikkeling en Stichting Wisent op de Veluwe beoogt bij te dragen aan de instandhouding van de soort. Een andere doelstelling is het publiek een 'wilderniservaring' te bieden, hiertoe worden excursies georganiseerd.
De eerste stier van de kudde overleed plotseling en zijn vervanger moest in 2018 naar Spanje worden overgeplaatst omdat hij naar mensen toe gevaarlijk gedrag vertoonde. Een van de koeien uit de kudde is uitgerust met een GPS-halsbandzender. Dit biedt onderzoekers inzicht in de verspreiding van de kudde over het gebied. 

#### Maashorst

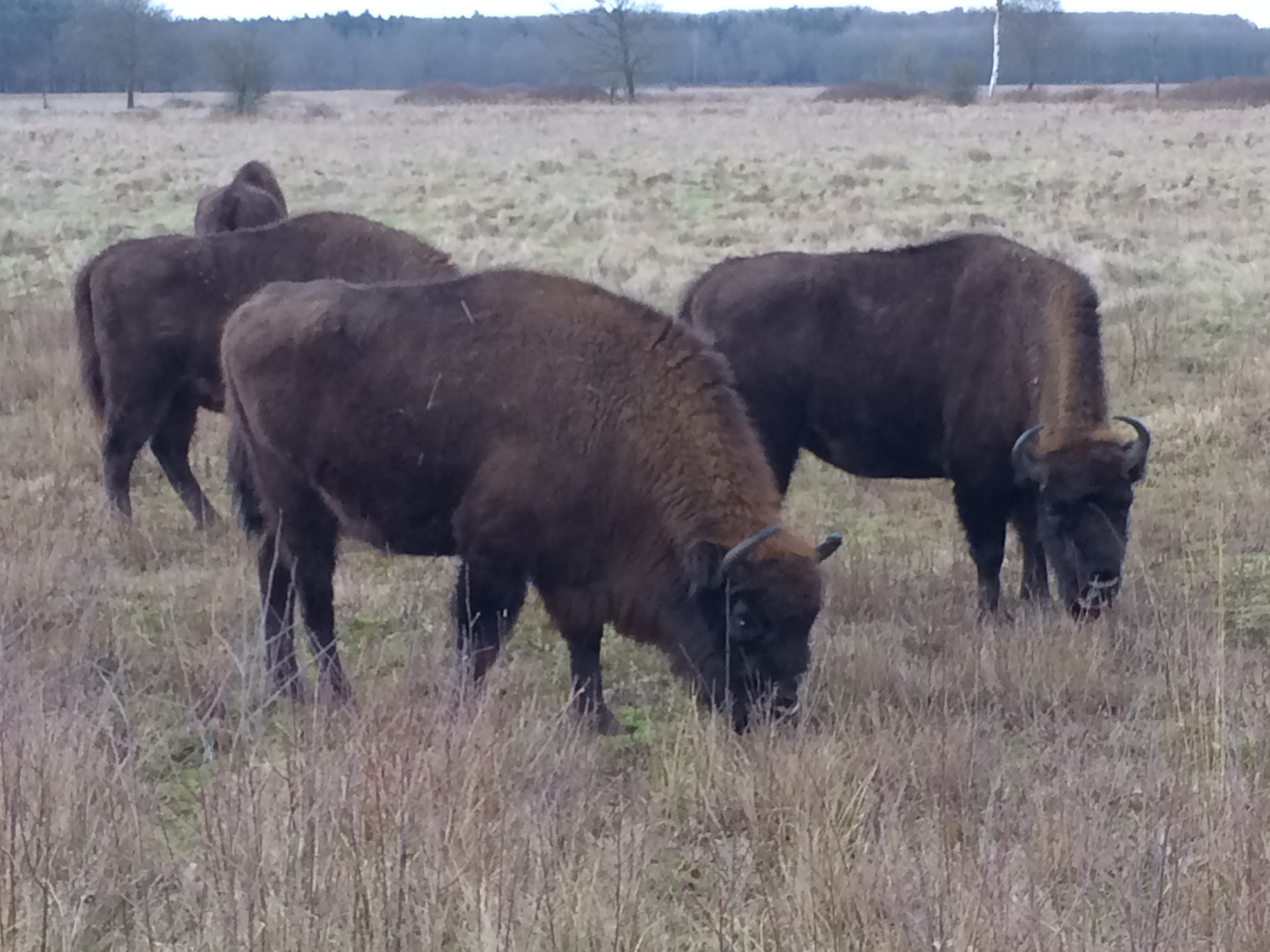
Wisenten in Maashorst, 2017

Begin 2016 zijn 11 wisenten uitgezet in het natuurgebied de Maashorst in Noord-Brabant. 
Op 5 oktober 2016 is een stier die agressief gedrag naar mensen vertoonde afgeschoten.
In 2017 werden 5 kalfjes geboren waarmee het totale aantal dieren op 15 kwam.
De wisenten leven in de Maashorst gezamenlijk met Taurossen en Exmoorpony’s in een natuurlandschap van ruim 1.500 hectare.

#### Slikken van de Heen
Begin 2020 zijn in het Zeeuwse natuurgebied Slikken van de Heen wisenten geplaatst. Nadat er in hetzelfde jaar drie jongen werden geboren bestond de kudde uit veertien dieren. In het gebied grazen verder meer dan vijftig konikpaarden en ca. twintig runderen van het type Rode Geus.

### Wisenten in België
In België worden wisenten gehouden in Planckendael, Bellewaerde, Parc animalier de la reid en het natuurpark bij Han-sur-Lesse.

## Trivia
- Veenreukgras (Hierochloe odorata) heet in het Pools żubrówka, naar żubr (wisent), en wordt ook wel bizongras genoemd. Als het gedroogd wordt ruikt het sterk naar cumarine.[61] Een spriet van het veenreukgras wordt toegevoegd aan elke fles wodka van het merk Żubrówka, waaraan het zijn naam ontleent. Veenreukgras is echter vrij zeldzaam en speelt maar een kleine rol in het dieet van de wisent.[2]

## Galerij

Wapen van de gemeente Białowieża.
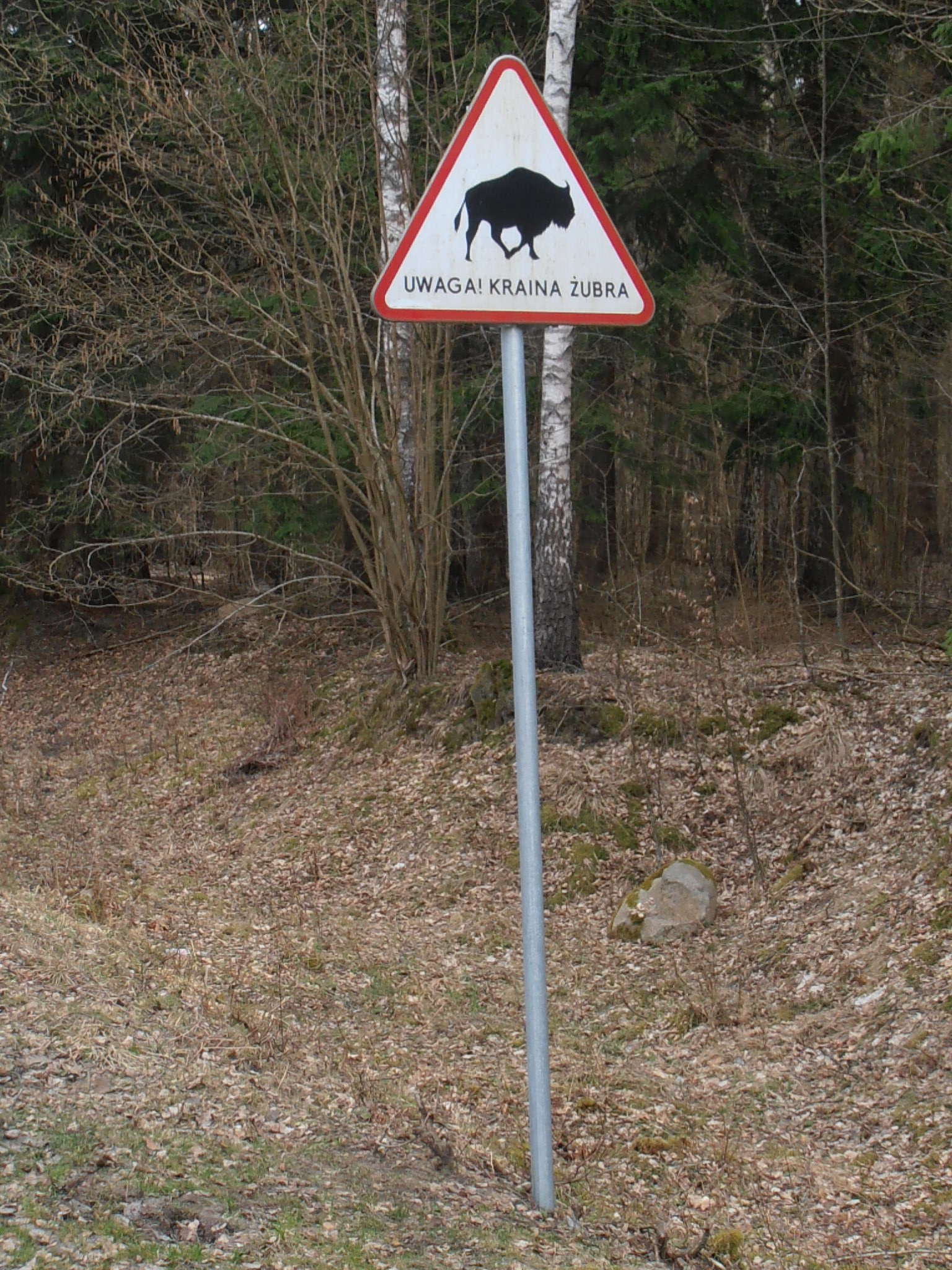
«Attentie! Land van de wisent» op een waarschuwingsbordje in het Oerbos van Białowieża.
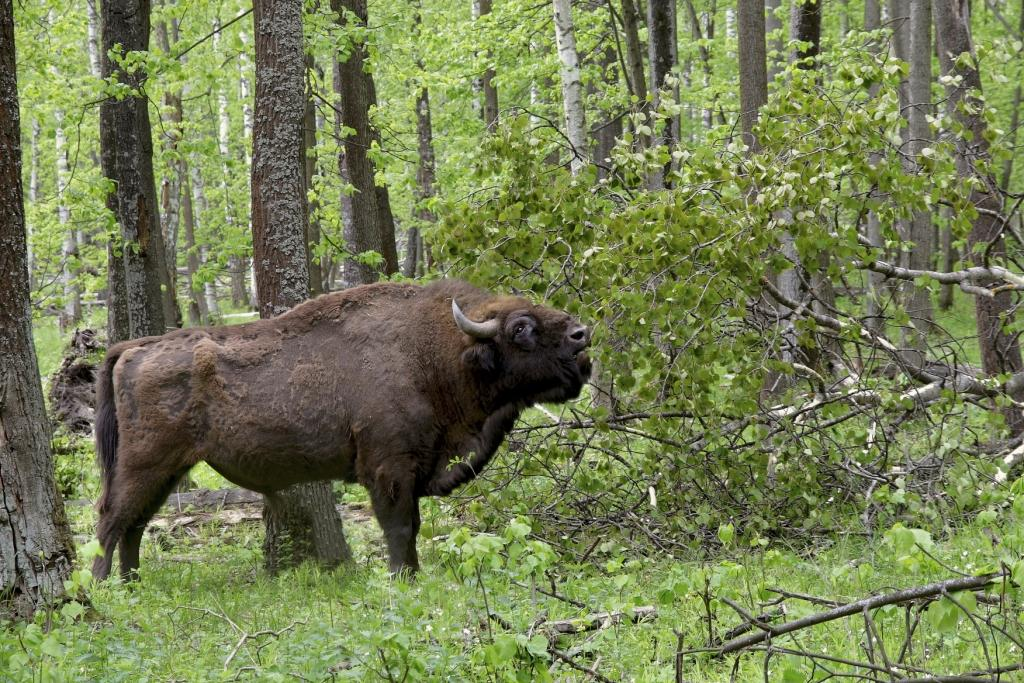
Stier in het wisentreservaat van Prioksko-Terrasny.
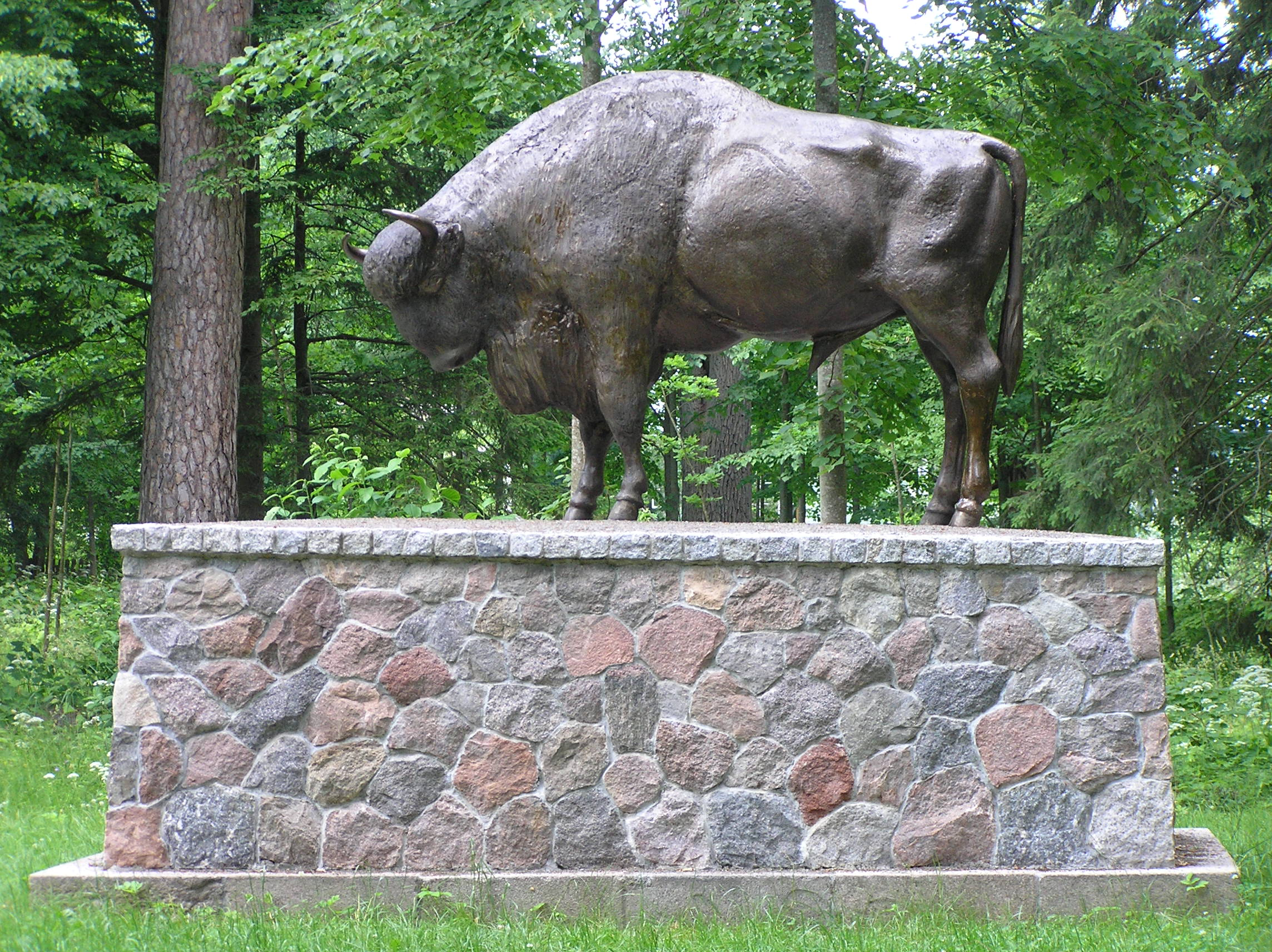
Een standbeeld van een wisent werd geplaatst ter herdenking van de succesvolle jacht op wisenten in 1860 van tsaar Alexander II van Rusland. Het standbeeld staat in Zwierzyniec, gelegen tussen Białowieża en Hajnówka.
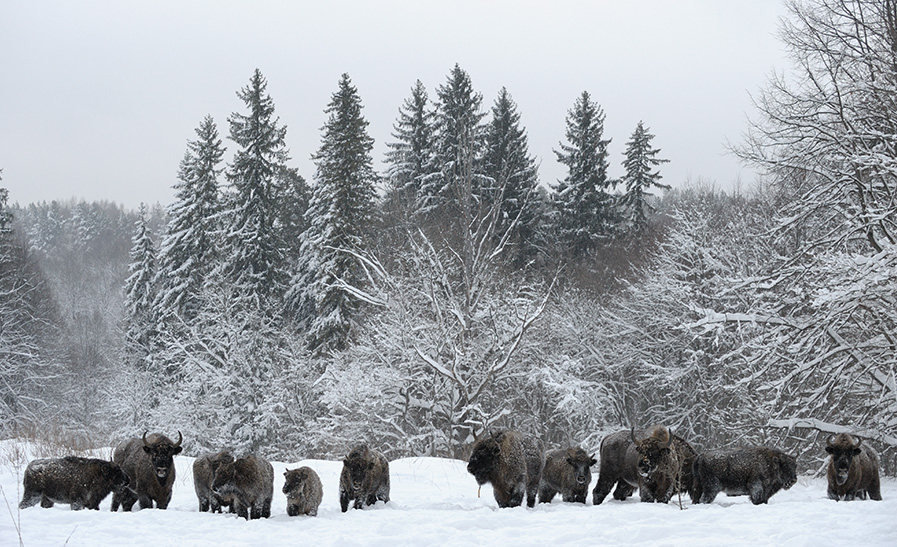
Een kudde wisenten 's winters in Kaloezjskië Zaseki.
Wisent op het wapen van de Poolse stad Sokółka.
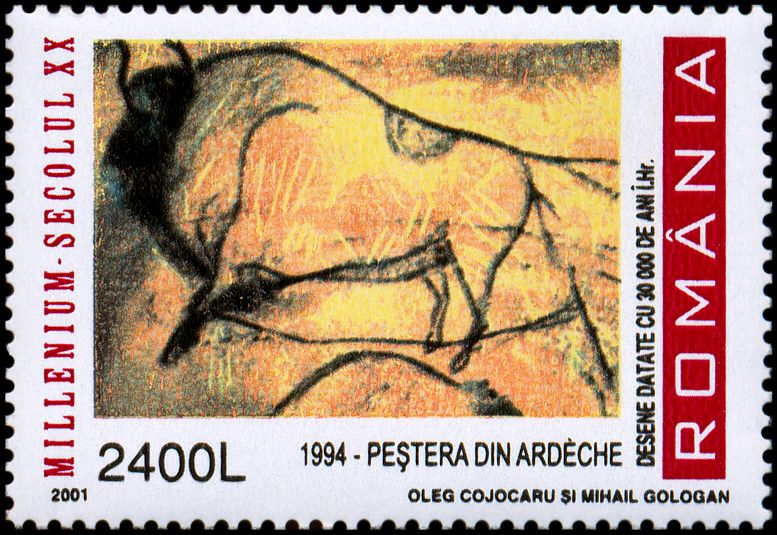
Postzegel met Steppewisent